# Valona (indumentaria)

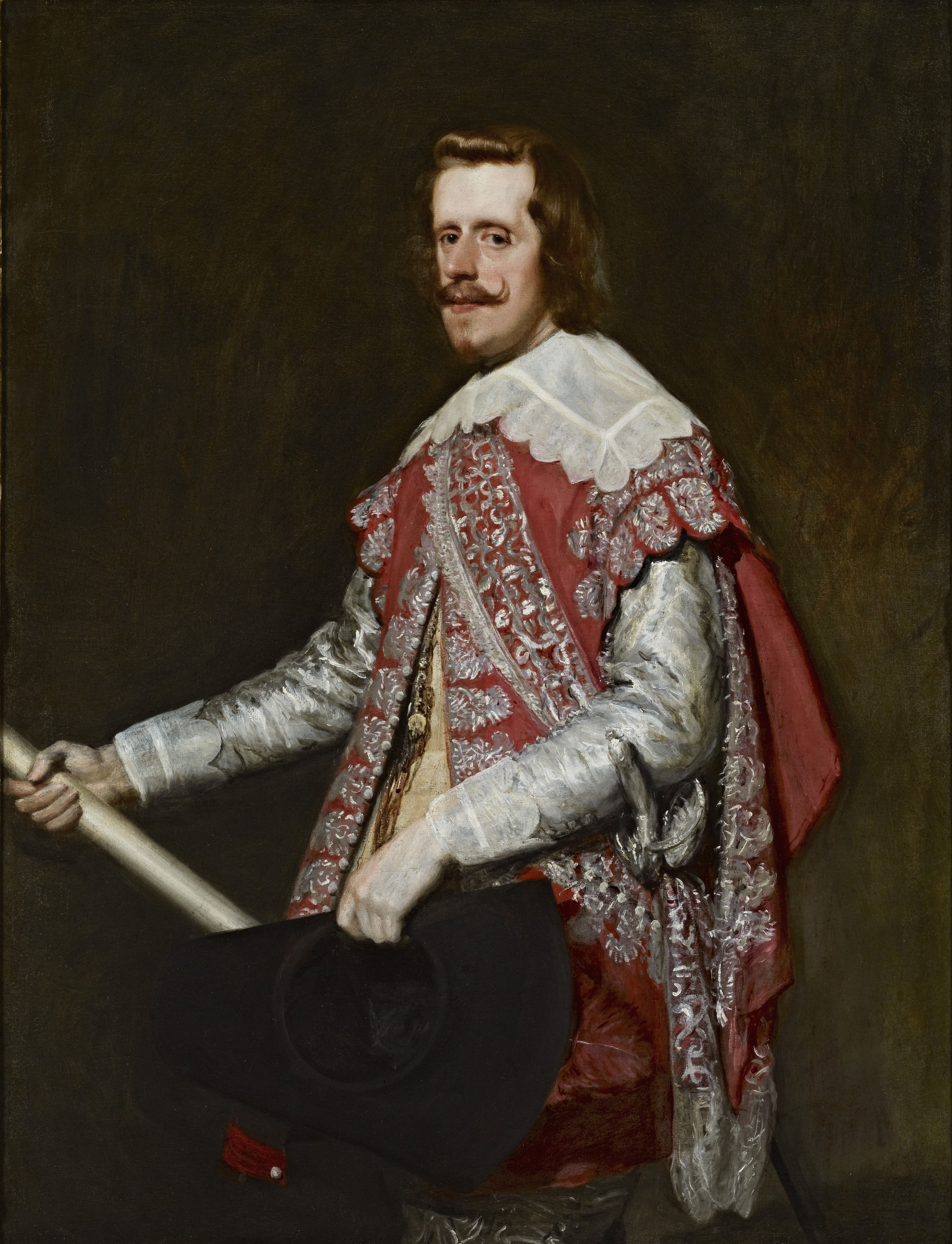
Felipe IV vistiendo una valona. Autor Velázquez

Valona es el nombre que recibió un tipo de cuello amplio de algodón u otros tejidos finos. Es un cuello vuelto que caía sobre la vestimenta ya fuera jubón, camisa, sotana, etc. A veces era pequeño como una simple tirilla sencilla y sin encajes. Este era el tipo de valona que Cervantes describía como «valona a lo estudiantil, sin almidón y sin randas», diferenciándola así de los «cuellos a la valona», parecidos a los cuellos marineros que se extendían sobre la espalda, hombros y pecho. Se puso de moda en el siglo XVII y vino a sustituir a las gorgueras o cuellos llamados lechuguillas. La moda vino de los Países Bajos y en España coincidió con el reinado de Felipe IV. Fue una prenda usada tanto por hombres como por mujeres.

## Antecedentes
Los cuellos empezaron siendo un accesorio añadido a la camisa que sustituyó al llamado cabezón que era una pieza muy simple usada por el pueblo. Los cuellos llegarían a ser unas prendas muy ostentosas, tomando forma y nombre en cada época, y utilizados por los monarcas y la Corte, por los nobles y por el clero, todos ellos personajes principales. Los primeros cuellos fueron de influencia extranjera y llegaron a España alrededor del año 1562. Se trataba de cubrir la garganta del individuo con una tela fina, almidonada y rizada que se hizo cada vez más espectacular y que recibió el nombre de lechuguilla. Felipe II y la gente principal de su época usaron lechuguilla. La usaban tanto hombres como mujeres y tuvo una vida muy larga que conoció en España el reinado de tres monarcas: Felipe II, Felipe III y Felipe IV. Este último rey acabó prohibiendo el uso de este cuello cuyo tamaño se había hecho desorbitado. Fue entonces cuando apareció el cuello a la valona, más simple y más económico que fue incluso adoptado en el uniforme militar.

Lechuguilla y valona
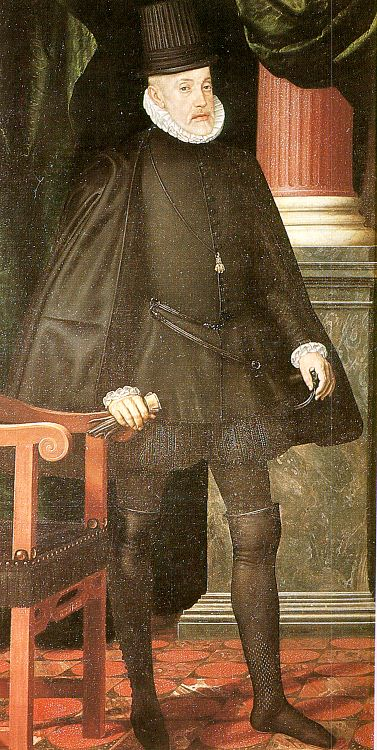
Felipe II con lechuguilla discreta
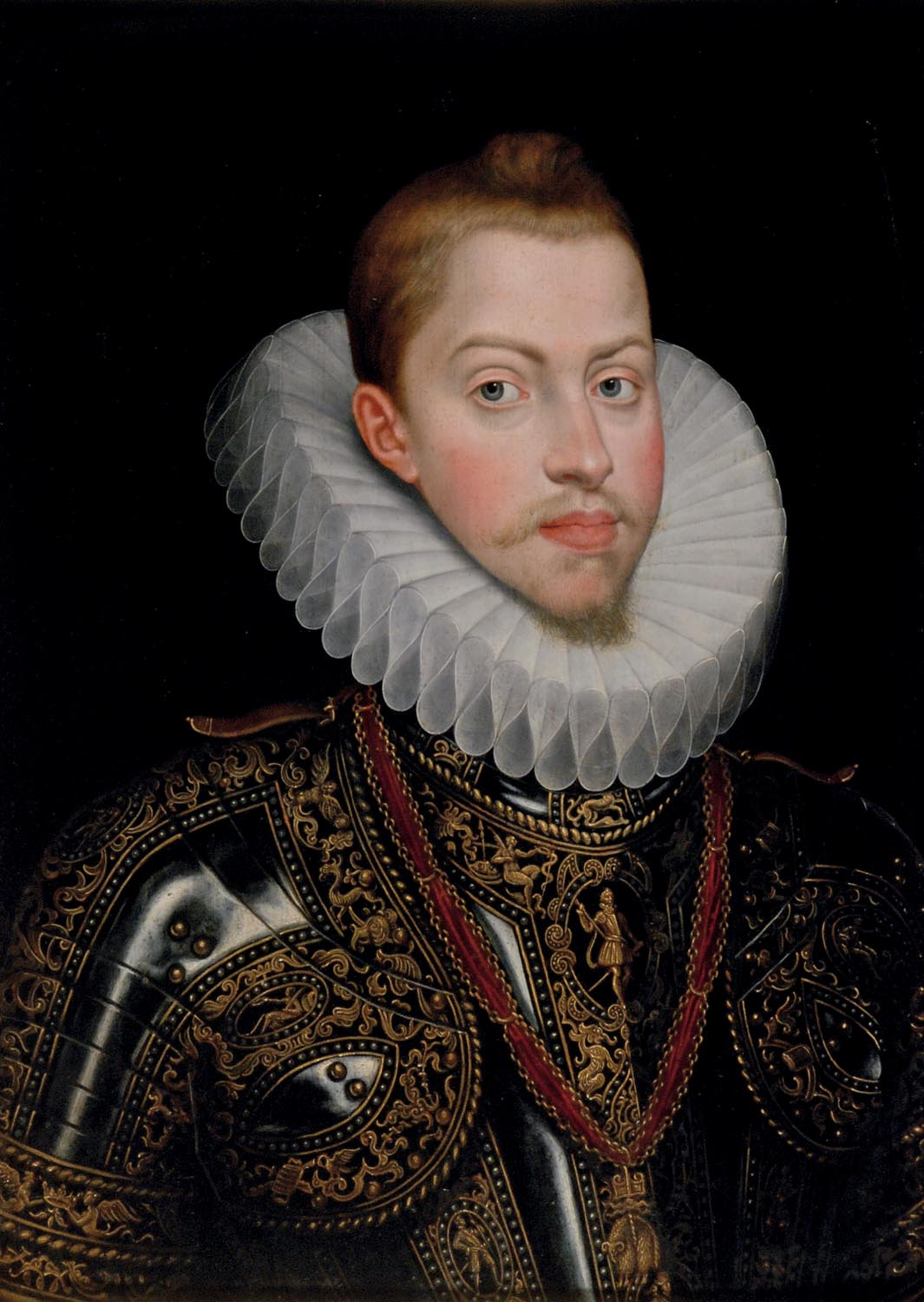
Felipe III con lechuguilla de gran tamaño
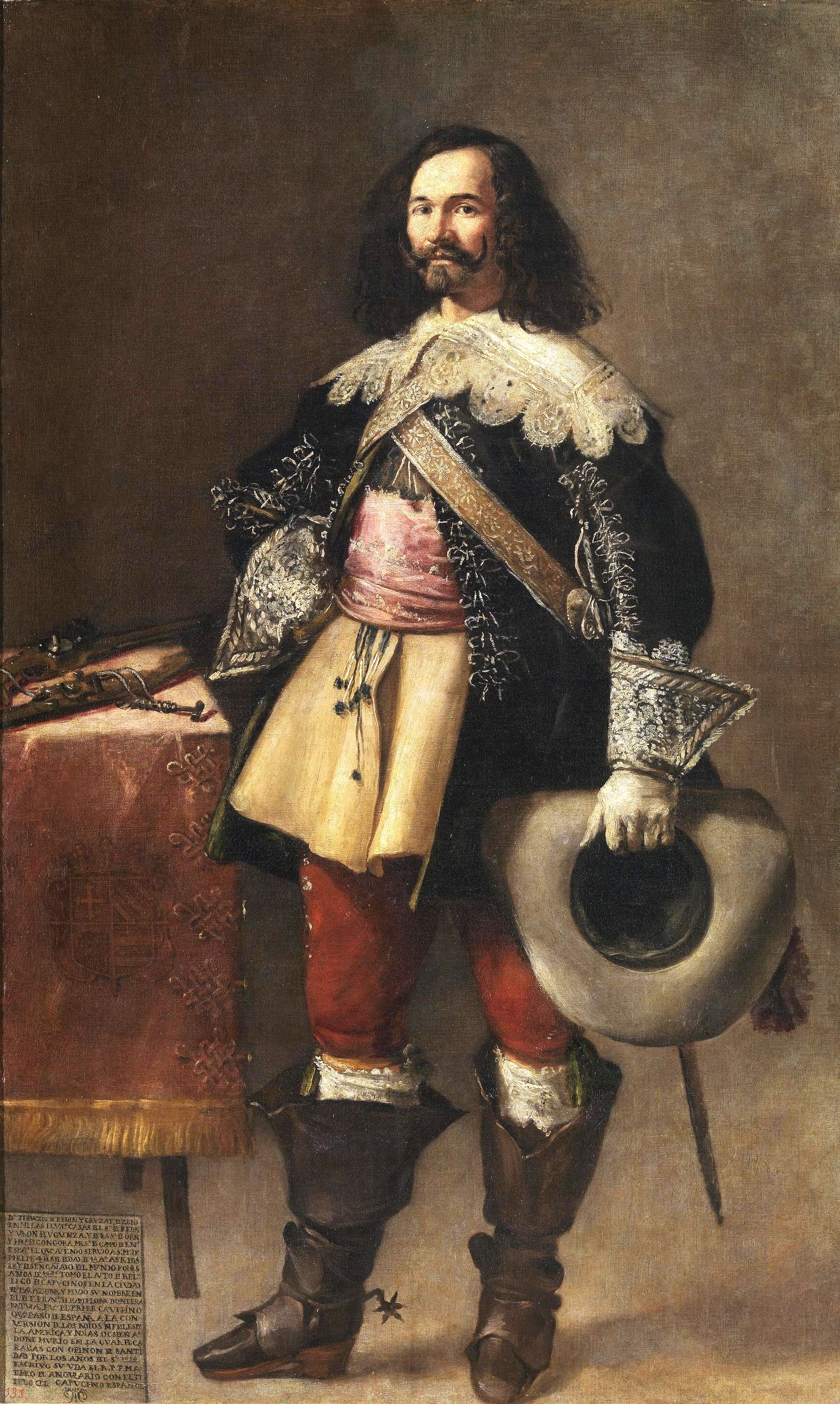
Cuello a la valona en indumentaria militar. Tiburcio de Redín y Cruzat

## Historia

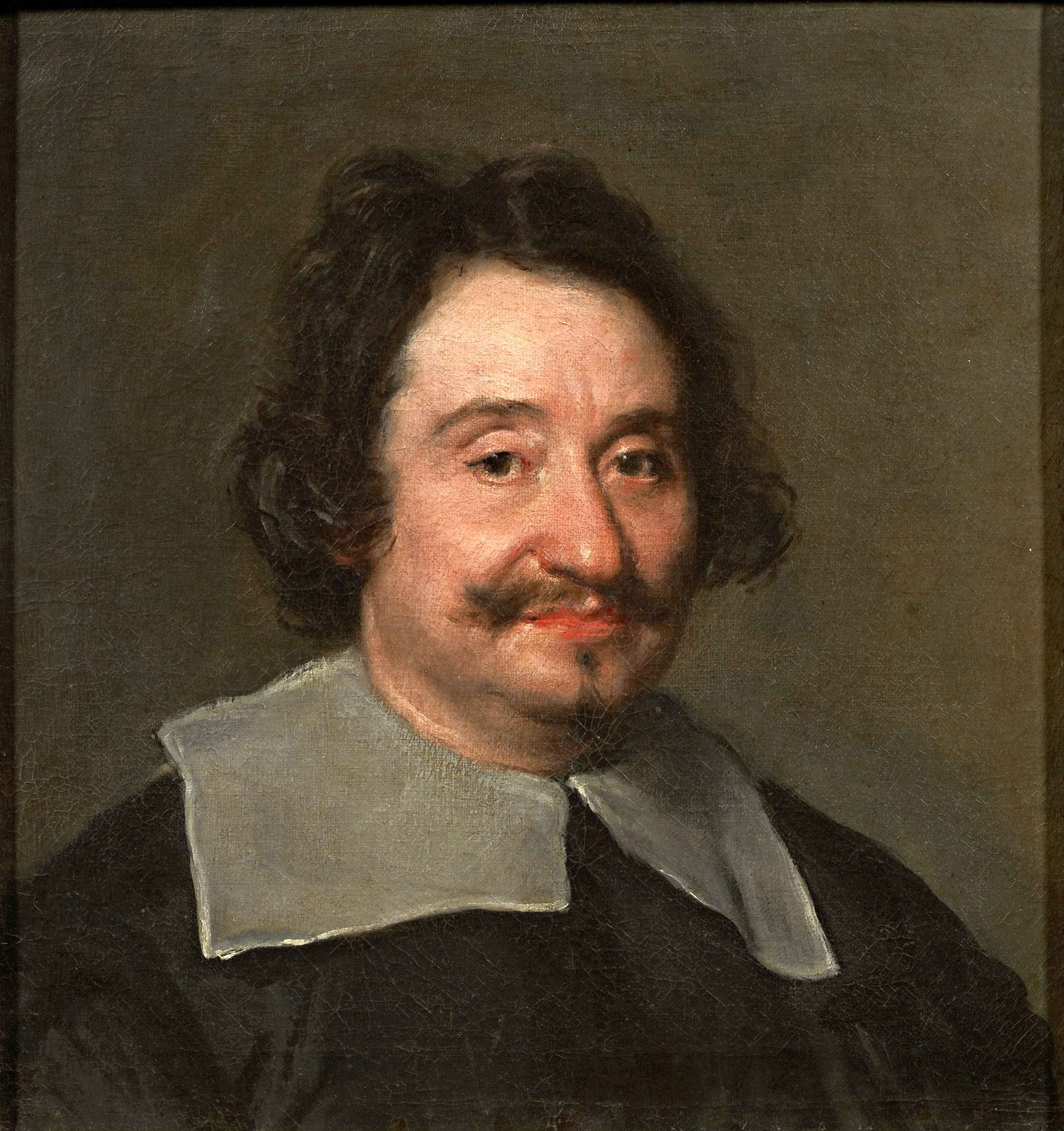
Valona sencilla

Después de las aparatosas lechuguillas entró en el mundo de la moda el cuello llamado valona que tuvo distintas formas y a veces distinto nombre.
El tejido también variaba, siendo las de tela de Holanda las más elegantes y se adornaban con puntas (o puntillas) y randas (encajes de Flandes). El escritor español Quevedo llamó a estos cuellos «valonas a la francesa»
Los adornos con encajes no solo en los cuellos sino en los puños y calcetones (calcetón era el adorno que caía sobre las botas) llegaron a una nueva exageración. Intervino de nuevo el rey Felipe IV con sus consejos, mandatos y prohibiciones y las valonas fueron sustituidas por las golillas también llamadas valoncillas; este fue el cuello preferido del monarca.
A finales del siglo XVII los cuellos y gorgueras ya no estaban de moda. En su lugar aparecieron los grandes pañuelos anudados que tomaron el nombre de corbata y aparecieron las «corbatas steinkirk» (de lino liso) que pusieron de moda los franceses y que fueron utilizadas por hombres y mujeres. Se hicieron muy populares.

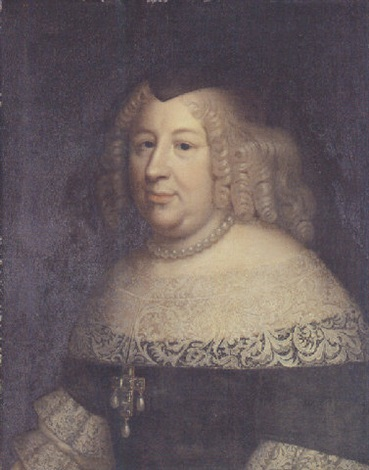
María de Borbón princesa de Carignano con valona cariñana.

### Valona en la mujer
Las mujeres también usaban el cuello llamado a la valona pero existieron dos modelos que fueron exclusivamente femeninos. Uno se llamó «valona cariñana» refiriéndose a la persona que lo puso de moda: María de Borbón-Soissons, princesa de Carignan. Consistía en un gran cuello de encaje  que dejaba al descubierto la garganta hasta el nacimiento del pecho. Al quedar el cuello al aire y desnudo se adornaba con gargantillas y collares.
El escritor costumbrista español del siglo XVII Juan de Zabaleta hizo una descripción de esta prenda en su obra Día de fiesta por la mañana al narrar el acicalamiento en un día de fiesta de una dama elegante.

[...] Llega la valona cariñana, llamada así por ser tomada de la princesa de Carignan, que estuvo en Madrid, que es como una muceta con miles de labores. Ésta se prende todo alrededor del corpiño, y próxima a los hombros y escote. Por la garganta y sobre la valona corre un chorro de oro y perlas.
Juan de Zabaleta

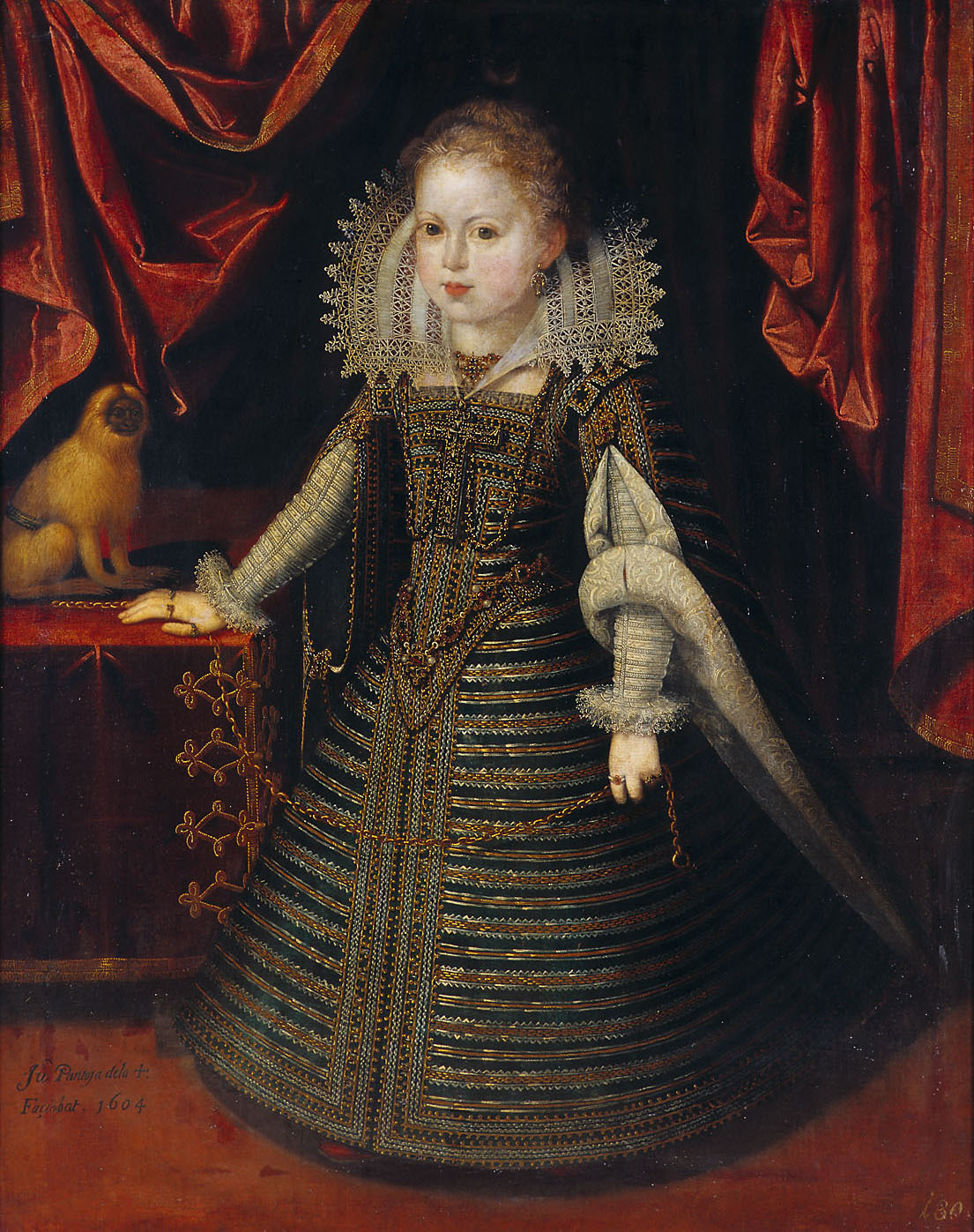
Valona en abanico. Infanta Ana de Austria por Juan Pantoja de la Cruz.

El otro modelo existía desde finales del siglo XVI. Eran unos cuellos que dejaban al descubierto la garganta y se levantaban por detrás en forma de abanico y se sostenían  con la ayuda de una armadura de alambre.